# Міжнародна баптистська богословська семінарія в Празі
Міжнародна баптистська богословська семінарія Європейської Баптистської Федерації в Празі — вищий богословський навчальний заклад євангельських і баптистських церков Європи. Кампус семінарії розташований на території малого замку Єнералка, в районі Прага 6.

## Історія
Семінарію було засновано 1949 року з ціллю покращення рівня освіченості баптистських священнослужителів у Європі після Другої світової війни. Із самого початку семінарія мала бути відкритою в Празі, щоб стати найважливішим центром освіти для баптистів Континентальної Європи. Прихід до влади в Чехословаччині комуністичного уряду на чолі з Клементом Ґотвальдом у 1948 році зруйнував ці плани. За цих обставин семінарію було відкрито у Швейцарії у містечку Рюшлікон.
У 1997 переїзд у Прагу. 1994 року був придбаний і реконструйований малий замок Єнералка. Відразу після переїзду семінарія, як найвищий навчальний орган Європейської Баптистської Федерації, вирішила питання акредитації своїх програм.

## Підрозділи
До складу семінарії входять п'ять інститутів (у дужках рік заснування):
- Інститут досліджень історії баптистського та анабаптистського рухів (1982)
- Інститут досліджень у галузі місії та євангелизму (1988)
- Інститут релігійної свободи ім. Томаса Хелвіса (2002)
- Інститут систематичних досліджень в галузі контекстуальної теології (2004)
- Інститут біблійних досліджень (2004)

## Ректори
1. 1949—1950 Джордж В. Садлер
2. 1950—1960 Джозеф Норденхог
3. 1960—1964 Дж. Д. Хьюї
4. 1964—1970 Джон Д. У. Воттс
5. 1972—1977 Пенроуз Сент Амант
6. 1978—1981 Айзем Е. Балленджер
7. 1982—1983 Клайд Е. Фант
8. 1984—1987 Альтус Ньюел
9. 1988—1997 Джон Девід Хоппер
10. 1997—до тепер Кейт Грант Джонс

## Конференції
ММБС активно працює у галузі дослідження релігійних та соціальних питань, проводить значну кількість конференцій, семінарів та відкритих читань. На постійній основі семінарія проводить два цикли конференцій:
- Лекції на честь доктора Джозефа Норденхога

Лекції з систематичної теології, що запроваджені на пам'ять колишнього ректора семінарії та Генерального секретаря Всесвітнього Баптистського Альянсу др. Джозефа Норденхога. Лекції читаються на регулярній основі з 1974 року з періодичністю 2 роки за невеликим виключенням. З лекціями виступають відомі у богословському та філософському світі професори.
- 1974 Нільс Енгельсон (Норвегія), Янес Рейлінг (Нідерланди)
- 1976 Девид С. Рассел (Велика Британія)
- 1978 Джин Бартлет (США)
- 1980 Юрген Мольтманн (Німеччина)
- 1982 Еміліо Кастро (Швейцарія)
- 1984 Гюнтер Гассманн (Німеччина)
- 1989 Гюнтер Альтнер (Німеччина)
- 1992 Елізабет Шюсслер Фіоренца (Німеччина)
- 1993 Хумеленг Мосала (ПАР)
- 1999 Говард Маршалл (Велика Британія)
- 2001 Мирослав Вольф (Хорватія/США)
- 2003 Ненсі Мерфі (США)
- 2005 Майкл Хью Тейлор (Велика Британія)
- 2007 Моллі Маршалл (США)
- 2009 Пол Фіддес (Велика Британія)

- Лекції з історії та визначення баптизму на честь др. Дж. Д. Хьюї

Лекції на пам'ять др. Хьюї, що був ректором семінарії в 1960—1964, були запроваджені в 1994 проф. Вейном Піпкіним для розвитку досліджень у галузі історії баптизму та анабаптизму. Лекції читаються з періодичністю раз на два роки. Доповідачами виступають відомі баптистські та меннонітські історики.
- 1994 Др. Карен Сміт (Баптистський коледж Південного Уельсу, Кардіфф, Кімру)
- 1996 Гюнтер Балдерс (Баптистська семінарія Ельсталь, Берлін, Німеччина)
- 1998 Рут Гоулдборн (Бристоль баптист коледж, Бристоль, Англія)
- 2000 Др. Теодор Ангелов (Софія, Болгарія)
- 2002 Др. Тадеуш Зелінський (Варшавська баптистська семінарія, Варшава, Польща)
- 2004 Проф. Андреа Стрюбінд (Мюнхен, Німеччина)
- 2006 Др. Вейн Волтер Піпкін (Рочестер, США)
- 2008 Проф. Девід Беббінгтон (Університет Стерлінга, Стерлінг, Шотландія)

## Видання
Семінарія володіє двома періодичними виданнями:
- Журнал європейських баптистських досліджень — Journal of the European Baptist Studies (видається с 2000 г., періодичність тричі на рік)
- Журнал «Баптистичні теології» — Baptistic Theologies (видається с 2009 г., періодичність двічі на рік)

## Акредитація
Семінарія має четвертий рівень акредитації, що наданий за трьома акредитаційними системами. Семінарія відмовилася від бакалаврського рівня освіти, залишивши його у сфері інтересів національних баптистських союзів. У цей час семінарія надає освіту на рівні магістрів, аспірантів, докторів, та має сертифікатні програми.
Акредитація семінарських програм надана:
- Міністерством Освіти Чеської Республіки
- Уельським університетом
- Євро-Азійською Акредитаційною Асоціацією богословських шкіл